# Storia del West
Storia del West è stata una serie a fumetti di genere western ideata da Gino D'Antonio e pubblicata in Italia dalle Edizioni Araldo da giugno 1967 all'interno della Collana Rodeo per un totale di 73 albi (in fase di ristampa la serie venne in seguito ampliata fino a raggiungere i 75 albi). È ritenuta una delle serie a fumetti western migliori del periodo e ha consacrato il suo creatore come uno dei maestri del fumetto italiano.

## Trama
A differenza di altre serie a fumetti Storia del West non ha un personaggio principale ma una serie di figure che si avvicendano nel ruolo del protagonista. Il baricentro delle avventure è l'epopea delle famiglie dei MacDonald e degli Adams che si snoda dagli inizi dell'Ottocento, con l'arrivo nel 1804 del capostipite Brett MacDonald nel nuovo mondo, fino agli anni ottanta dello stesso secolo.
Sono protagonisti degli episodi molti personaggi storici, tra i quali Wild Bill Hickok (quasi un protagonista in molti numeri), Buffalo Bill, Calamity Jane, Custer, Wyatt Earp. Anche alcuni celebri capi tribù pellerossa saranno presenti negli albi: tra questi Toro Seduto, Cavallo Pazzo, Geronimo, Cochise e Capo Giuseppe. Compare anche il vero Kit Carson diverso certamente del Kit Carson presente anche nei fumetti di Tex.

## Storia editoriale
Tra i disegnatori che si sono alternati alla realizzazione del fumetto si possono ricordare Renzo Calegari, Renato Polese, Sergio Tarquinio, Louis Bermejo, Giorgio Trevisan, Erminio Ardigò e lo stesso Gino D’Antonio che realizzò anche le copertine.
La collana è stata ristampata in una nuova veste grafica dalla Cepim tra il 1984 e il 1990; in questa ristampa i primi tre episodi vennero modificati e ne venne inserito uno inedito - disegnato da Renato Polese -  e in tal modo il numero di albi aumentò a 75. La nuova edizione della collana venne preceduta da una storia intitolata L'intervista e pubblicata su Orient Express (n.11 del giugno 1983), con testi e disegni di Gino D'Antonio, nel quale l'autore immagina un'originale conclusione per la vita del generale Custer e definisce i concetti ispiratori della propria opera, per i quali afferma di essersi tenuto distante sia dal sentimento d'odio verso gli indiani vigente all'epoca, sia dalla moderna criminalizzazione dei pionieri.
Nel 1994 la Hobby & Work ha edito la serie in una collana di 11 fascicoli spillati con il titolo Tex presenta - La storia del West. 
Una successiva ristampa è stata edita dalla Hobby & Work con il titolo Il selvaggio West in 75 albi brossurati di grande formato (cm.20.5x28.5) a colori, senza le quarte di copertina e la storia breve.
Da giugno 2003 le Edizioni If hanno riproposto la serie con l'aggiunta, nei numeri dal 48 al 52, sotto la dicitura Storie del West presenta: i protagonisti, delle 10 storie (due per albo) già pubblicate dalla Hobby e Work nella collana I protagonisti del West. 
Dal 24 luglio 2012 venne pubblicata, allegata al Sole 24 ORE, una riedizione brossurata, in formato 17 x 24, leggermente più grande dell'originale.

## Elenco degli albi
Numero progressivo (Numero all'interno della Collana Rodeo) - Titolo - Data di uscita
- 1	(001)	Verso l'ignoto			(06/1967)
- 2	(002)	Il grande fiume			(07/1967)
- 3	(003)	Alamo!                              (08/1967)

I primi tre numeri sono stati ristampati nell'edizione Cepim con la seguente titolazione:
1. Verso l'ignoto (05/1984)
2. Gli avventurieri
3. La grande vallata
4. Gli invasori
5. Alamo

Dal n. 6 riprendono la titolazione del n. 4 della "Collana Rodeo"
- 4	(004)	Comancheros! (09/1967)
- 5	(005)	Soldati di ventura			(10/1967)
- 6	(009)	Le carovane			(02/1968)
- 7	(012)	L'oro della California			(05/1968)
- 8	(013)	La pattuglia			(06/1968)
- 9	(015)	Le grandi pianure			(08/1968)
- 10	(018)	Wells Fargo			(11/1968)
- 11	(019)	Kansas			(12/1968)
- 12	(023)	Cielo rosso			(04/1969)
- 13	(025)	L'ultimo duello			(06/1969)
- 14	(026)	Gli scorridori			(07/1969)
- 15	(031)	Orizzonti lontani			(12/1969)
- 16	(033)	La diligenza			(02/1970)
- 17	(036)	Acque morte			(05/1970)
- 18	(038)	I Dakota			(07/1970)
- 19	(040)	La lunga cavalcata			(09/1970)
- 20	(043)	Fiamme di guerra			(12/1970)
- 21	(045)	Terra violenta			(02/1971)
- 22	(048)	Il ponte			(05/1971)
- 23	(050)	Squilli al tramonto			(07/1971)
- 24	(051)	I forzati della gloria			(08/1971)
- 25	(054)	I guerriglieri			(11/1971)
- 26	(056)	Veleno giallo			(01/1972)
- 27	(060)	Gli avvoltoi			(05/1972)
- 28	(061)	Sand Creek			(06/1972)
- 29	(065)	L'urlo degli Apaches			(10/1972)
- 30	(067)	Abilene			(12/1972)
- 31	(070)	Campo di battaglia			(03/1973)
- 32	(073)	Senza legge			(06/1973)
- 33	(075)	La pista d'acciaio			(08/1973)
- 34	(076)	La grande sfida			(09/1973)
- 35	(079)	Luna Comanche			(12/1973)
- 36	(083)	La notte dei vigilanti			(04/1974)
- 37	(085)	Le città silenti			(06/1974)
- 38	(087)	Dog Soldiers			(08/1974)
- 39	(088)	I mercenari			(09/1974)
- 40	(090)	Le montagne splendenti			(11/1974)
- 41	(093)	Red River			(02/1975)
- 42	(096)	La costa lunga			(05/1975)
- 43	(098)	La legge della violenza			(07/1975)
- 44	(100)	L'uomo della frontiera			(09/1975)
- 45	(102)	I cacciatori di indiani			(11/1975)
- 46	(105)	Il seme dell'odio			(02/1976)
- 47	(107)	Il fiume perduto			(04/1976)
- 48	(111)	La stirpe di Caino			(08/1976)
- 49	(113)	I conquistatori			(10/1976)
- 50	(116)	Verdi pascoli			(01/1977)
- 51	(118)	La pista dei ladri			(03/1977)
- 52	(122)	Sangue di guerriero			(07/1977)
- 53	(123)	Uomini violenti			(08/1977)
- 54	(128)	Grido di guerra			(01/1978)
- 55	(130)	Il giorno del massacro			(03/1978)
- 56	(134)	Oklahoma (07/1978)
- 57	(135)	Le colline d'oro			(08/1978)
- 58	(138)	Giorno di gloria			(11/1978)
- 59	(141)	Vento d'autunno			(02/1979)
- 60	(143)	Sentieri selvaggi			(04/1979)
- 61	(145)	La lunga marcia		(06/1979)
- 62	(147)	La via dell'inferno			(08/1979)
- 63	(149)	Rio Grande			(10/1979)
- 64	(151)	I cavalieri			(12/1979)
- 65	(153)	Vittoria amara			(03/1980)
- 66	(154)	L'ultimo Apache			(04/1980)
- 67	(155)	Colpo su colpo			(05/1980)
- 68	(156)	A ovest del Pecos			(06/1980)
- 69	(157)	I combattenti			(07/1980)
- 70	(158)	Vento caldo			(08/1980)
- 71	(160)	Croce di fiamma			(10/1980)
- 72	(161)	Inferno bianco			(11/1980)
- 73	(162)	La fine della pista			(12/1980)